# Stema municipiului Alexandria

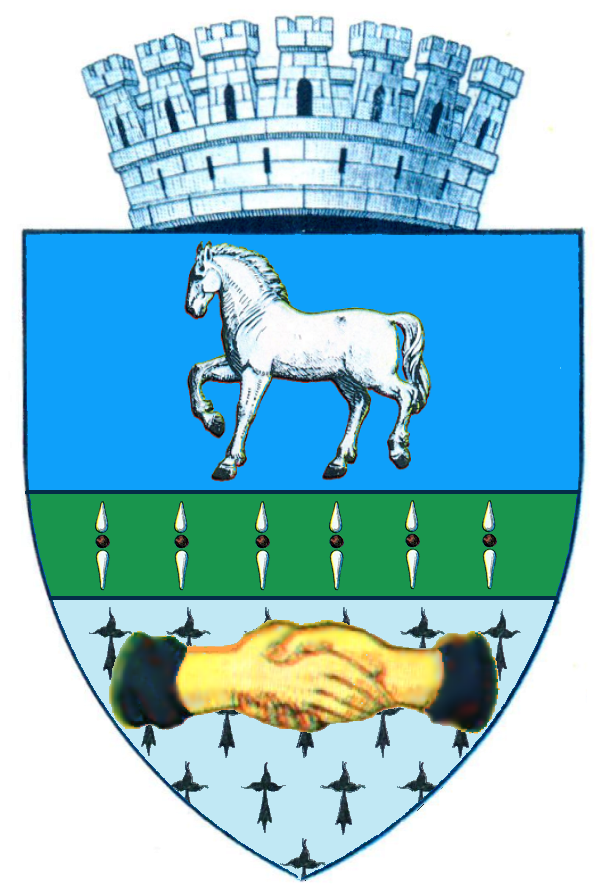
Stema municipiului Alexandria

Stema municipiului Alexandria a fost aprobată pe 18 decembrie 2002. Aceasta se compune dintr-un scut fasciat. În partea superioară, în câmp albastru, este reprezentat un cal de argint, în galop. În partea inferioară, în câmp de hermină, sunt reprezentate două mâini înfrățite, naturale, cu manșete negre. Pe fascia verde se află douăsprezece lacrimi de argint, dispuse șase cu șase și despărțite de șase besanți de aur.  
Semnificația elementelor: 
- Calul de argint este simbol al curajului și este o trimitere la preocupările oamenilor acestor locuri în activitatea de creștere a animalelor, de negoț, dar evocă și faptul că locuitorii au trebuit să facă față năvălirilor străine, amintind de lupta pentru apărare.
- Cele două mâini reprezintă credința, evocând legăturile stabilite între oameni în vederea realizării unui scop comun; hermina este un atribut domnesc și amintește de domnitorul Alexandru Dimitrie Ghica (1834-1842), întemeietorul orașului.
- Fascia cu lacrimi și besanți este inspirată din vechea stemă a Ghiculeștilor, ele amintind lupta pentru unitate națională, permanenta sete de apă a Bărăganului și rolul apei în dezvoltarea economică și socială a urbei.
- Turnurile crenelate, în număr de șapte, conferă localității rangul de municipiu reședință de județ.

## Legături externe
- HOTĂRÂRE nr.1.538 din 18 decembrie 2002 privind aprobarea stemei municipiului Alexandria, județul Teleorman Arhivat în 4 ianuarie 2019, la Wayback Machine.